# مرکز شهر ملبورن
مرکز شهر ملبورن (به انگلیسی: Melbourne City Centre) یک منطقهٔ مسکونی در استرالیا است که در ملبورن واقع شده‌است.